# Rājgarh (ort i Indien, Himachal Pradesh)
Rājgarh är en ort i Indien.   Den ligger i distriktet Sirmaur och delstaten Himachal Pradesh, i den norra delen av landet, 250 km norr om huvudstaden New Delhi. Rājgarh ligger 1 524 meter över havet och antalet invånare är 2 865.
Terrängen runt Rājgarh är bergig åt sydost, men åt nordväst är den kuperad. Runt Rājgarh är det ganska tätbefolkat, med 120 invånare per kvadratkilometer. Närmaste större samhälle är Solan, 19,4 km väster om Rājgarh. I omgivningarna runt Rājgarh växer huvudsakligen savannskog.